# Чуба Уляна Степанівна
Уляна Степанівна Чуба (нар. 23 липня 1982, м. Львів, Україна) — українська письменниця. Лауреатка премії Книга року BBC-2020 за книгу «Мед і Паштет — фантастичні вітрогони».

## Життєпис
Уляна Чуба народилася 23 липня 1982 року в місті Львові Львівської области України.
Після закінчення Української академії друкарства працювала редакторкою та журналісткою у вузькоспеціалізованих виданнях.
Публікувалася у дитячих журналах «Ангелятко», «Ангеляткова наука».

## Творчість
Книги
- «Мед і Паштет — фантастичні вітрогони» («А-БА-БА-ГА-ЛА-МА-ГА», 2020) — премія Книга року BBC-2020.